# Harumy de Freitas
Harumy Mariko de Freitas (Curitiba, 24 de maio de 1995) é uma ex-ginasta artística brasileira. Representou o Brasil nos Jogos Olímpicos da Juventude de 2010 e nos Jogos Olímpicos de Verão de 2012.

## Biografia
Terminou em 11º lugar geral no individual geral dos Jogos Olímpicos da Juventude de 2010, em Singapura. Nas finais por aparelhos, ficou em quinto lugar na trave e em sexto no salto sobre a mesa.
Disputou o Campeonato Sul-Americano de 2011, em Santiago, no Chile. A seleção conquistou o título por equipes.
Para os Jogos Olímpicos de Verão de 2012, em Londres, Harumy viajou para a Inglaterra como reserva, mas acabou sendo convocada após a lesão de Adrian Gomes. Competiu nas qualificatórias da trave e ficou em 67º lugar.